# Язичництво
Язи́чництво, також язи́цтво, язичейство (староцерк.-слов. ѩзыкъ — «народ», «плем'я») або поганство (лат. paganus — «сільський») — багатозначний термін, який вживають у контексті християнського богослов'я та який може позначати:
- стан без приналежності до однієї з монотеїстичних релігій з погляду християнської релігійної історії.[8][9]
- зневажлива назва на позначення тих, кого вважають неосвіченими.
- християни, котрі вважаються погано наверненими або теплими у своїй вірі.[10]
- особа, що практикує магію або вважається забобонною.[11]

У 20 столітті язичництво почали застосовувати як самоназву практики сучасного язичництва, сучасні язичницькі рухи та політеїстичні реконструктори. Сучасні язичницькі традиції часто включають вірування або практики, такі як поклоніння природі, які відрізняються від найбільших світових релігій.
Поширене не зовсім точне вживання терміна щодо всіх політеїстичних (багатобожних) релігій, оскільки протиставлення християнства та інших сучасних релігій «язичницьким віруванням» значною мірою умовне та актуальне тільки серед християнських богословів.

## Термін
Оскільки багато хто з Отців Церкви писав «проти язичників», язичництво спочатку існувало як літературний вимисел, як релігія тих, хто не був християнами. Однак язичництво, викладене Отцями Церкви, не було, строго кажучи релігією, а радше, серед іншого, неоднорідним ансамблем філософських позицій і вірувань, відкинутих Отцями Церкви. Таким чином, у пізній античності язичництво — це позиція, з якою боролися християни, а потім і влада. Лише в Новий час, з появою історії релігій, язичництво почали сприймати і вивчати як одну з релігій серед інших. Сьогодні про язичництво можна говорити у формі неоязичництва або як про філософську позицію, як це зробив Марк Оже у книзі «Le génie du paganisme» або Ален де Бенуа «Comment peut-on être païen ?».

### Етимологія
Слово «язичництво» утворене від староцерк.-слов. ѩзыкъ — у значенні «народ», «плем'я». Це слово використовували для перекладу грец. ἔθνος («народ», «етнос»), яким, своєю чергою, у біблійних текстах перекладали івр. גוי, «гой» (множина ‏גויים‏‎, «гоїм») — «народ». Оскільки євреї звали «язи́ками» (‏גויים‏‎, «гоїм») всі неєврейські народи, їхні релігії відповідно називались «язичницькими». З появою християнства це слово стало вживатися і щодо нехристиянських релігій.
Довгий час у літературі на позначення язичництва вживалися слова «поганізм», «поганство» — від лат. paganismus, утвореного від paganus. Слово pāgus означало «територія поза межами міста», тому сполучення religio pagana («поганська релігія»), вживане християнами до IV ст., первісно значило просто «сільська віра». Ще у І тисячолітті нашої ери слово paganus було запозичене і до праслов'янської мови — у формі *poganъ («язичник», «поганин»). Надалі семантика цього слова у багатьох слов'янських мовах розширилася — слово «поганий» стало означати не тільки «язичницький», а й «злий», «недобрий», «отруйний» (про гриб), «неїстівний» (про м'ясо). На сьогодні стосовно політеїстичних релігій слово «поганство» і похідні від нього вважаються лайливими.

## Історія
Перше свідчення використання цього терміна для позначення нехристиян знаходимо в епітафії на могилі дитини з Сицилії, Юлії Флорентіни, яка прожила кілька місяців у перших десятиліттях IV століття. Епітафія описує її коротке життя, зазначаючи, що вона народилася язичницею (nata pagana), і що у віці 18 місяців, за кілька годин до свого останнього подиху, вона прийняла хрещення. Далі в епітафії йдеться про горе батьків і поховання священиком у місці, де ховали мучеників. Цей напис говорить про те, що за звичаєм початку IV століття люди народжувалися «поганами», але могли стати християнами через хрещення.
У середині IV століття Марій Вікторин був першим християнським автором, який вжив термін «поган» у новому значенні. Коментуючи уривок з послання Павла до галатів, де йдеться про юдеїв та греків, Марій писав: «греки, тобто погани» (apud Graecos, id est apud paganos). У той час «греками» називали античних філософів, твори яких складали основу всієї літературної освіти. Таким чином, Марій ототожнював поганів з людьми, яких одностайно визнавали одними з найосвіченіших в історії. У VII столітті Ісидор Севільський підхопив цю ідею, запропонувавши химерну етимологію терміна «поган». Він стверджував, що paganus походить від грецького pagos, тобто Ареопагу. На думку Ісидора, назва «пагани», таким чином, стосувалася мешканців Афін. Але насправді, в Ареопазі грецьке pagos просто означає «пагорб», оскільки Ареопаг — це «пагорб Ареса». Термін «поган» походить від латинського pagus, що означало селян або сільських жителів, але аж ніяк не мешканців Афін. Августин Блаженний писав, що називав поганів «шанувальниками безлічі фальшивих богів». Оросій просто вважає поганів селянами.
Що стосується законодавчих текстів, то вперше цей термін з'являється в законі, виданому в 370 році імператором Валентиніаном, а потім досить часто його використовують у низці релігійних законів, прийнятих між 381 і 423 роками і згрупованих у книзі XVI Кодексу Феодосія. Згідно з цими законами, поганів були ті, хто практикував магію і вважався забобонним або помилковим.

## Неоязичництво
Існує тенденція плутати, свідомо чи ні, «язичництво» або релігію язичників з різними сучасними гетерогенними релігійними течіями.
Язичництво, про яке говорили Отці Церкви, стосувалося, зокрема, релігії римлян і греків, що не дуже відрізняється від сучасного індуїзму. Римська релігія, заснована на Pietas, Devotio, Fides, Virtus, Amor generis humani, Castitas, Dignitas, Ius, Sacrum, Fas і Nefas, культ предків-заступників, віра в невидимі, універсальні, благодійні та безсмертні сили, які керують світом і які ми знаємо, як зробити прихильними до нас за допомогою молитви (prex), або жертвоприношенням (якого людина позбавляє себе) і які називаються Divi (Святі або Боги), яким служить духовенство з фламінів, арвалів і весталок, а також священицькі колегії понтифіків, повністю розходиться з тим, що деякі сучасні рухи називають язичництвом.
Слід, однак, зазначити, що «релігія язичників» була баченням, яке євреї та перші християни мали щодо інших релігій. У той час це поняття охоплювало грецьку, римську, галльську, германську та єгипетську релігії. Тому світ не може бути обмежений тим, як його сприймали юдеї та перші християни.
Сьогодні цей термін вживають для опису будь-якого відродження стародавніх релігій дохристиянської Європи. Дехристиянізацію західних країн супроводжувало відродження або поява найрізноманітніших релігійних і філософських течій, які часто позначають загальним терміном «неоязичництво».